# احیای ملی بلغارستان
احیای بلغاری (بلغاری: Българско възраждане، Balgarsko vazrazhdane یا به سادگی: Възраждане, Vazrazhdane و ترکی استانبولی: Bulgar ulus canlanması) که گاهی احیای ملی بلغارستان نامیده می‌شود، دوره ای از توسعه اجتماعی-اقتصادی و یکپارچگی ملی در میان مردم بلغار تحت سلطه عثمانی بود. معمولاً پذیرفته شده است که این جنبش با نگارش کتاب تاریخی داستان اسلاوبلغارها (Istoriya Slavyanobolgarskaya) که در سال ۱۷۶۲ توسط یک راهب بلغاری در صومعه هیلاندار در کوه آتوس نوشته شده بود، آغاز شده است و منجر به بیداری ملی بلغارستان و ناسیونالیسم مدرن بلغارستانی شد، و تا زمان آزادی بلغارها طی روس‌ها و ترک‌ها در ۱۸۷۷–۱۸۷۸ ادامه یافت.

## خصوصیات

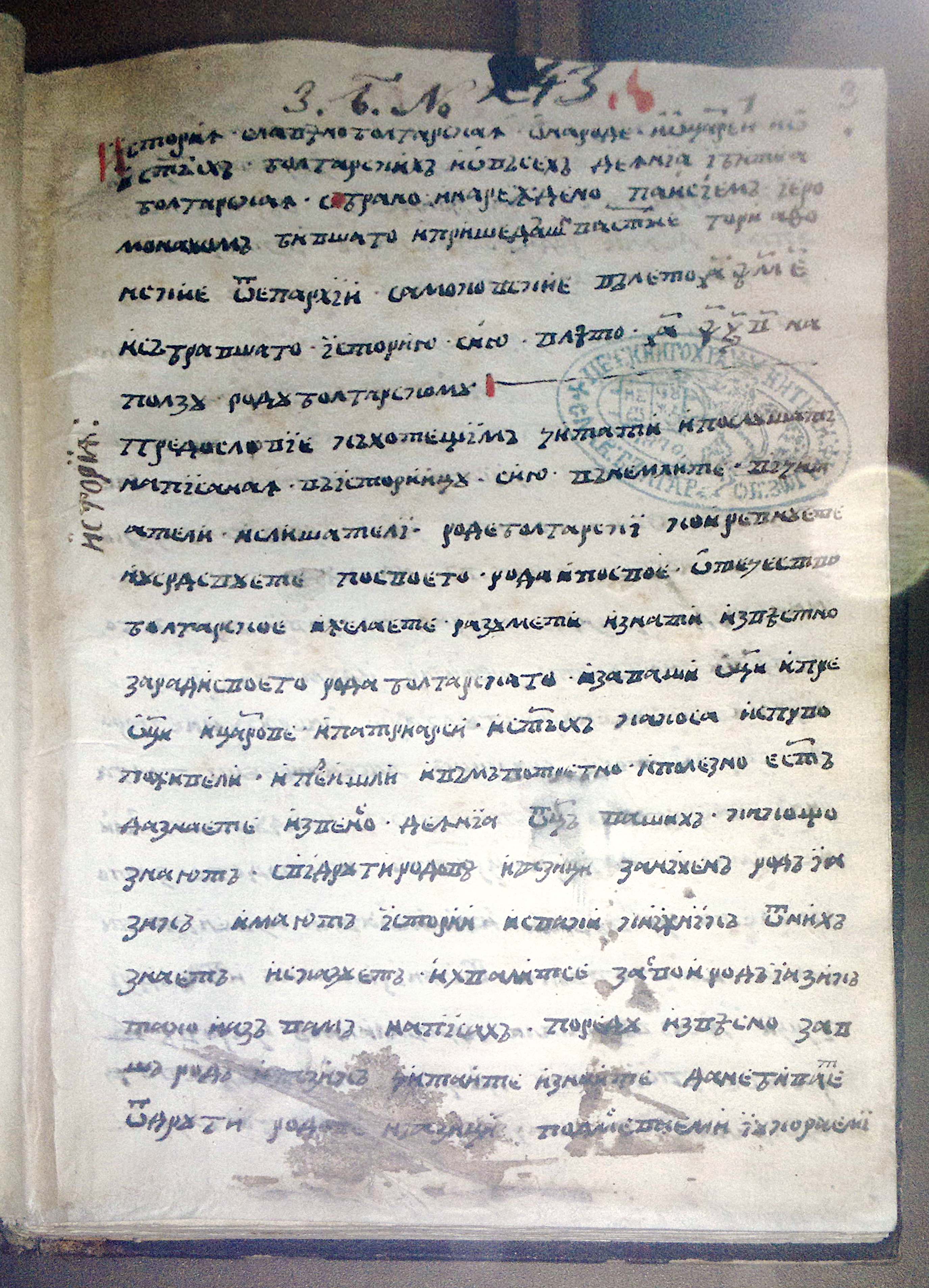
سنت پائیسیوس هیلندار با نوشتن ایستوریا اسلاویانوبولگارسکایا آغازگر احیای بلغارستان شد.

این دوره به دلیل معماری مشخص آن قابل توجه است که هنوز هم می‌توان در شهرهای قدیمی بلغارستان مانند تریاونا، کوپریفشتیتسا و ولیکو ترنوو چنین آثاری را مشاهده کرد. میراث ادبی غنی نویسندگانی مانند ایوان وازوف و هریستو بوتف که الهام بخش مبارزات بلغارستانی‌ها برای استقلال شد و ایجاد یک کلیسای خودمختار از دیگر خیزش‌های این نهضت بود و در نهایت رویداد مهم قیام مسلحانه ۱۸ آوریل شکل گرفت که منجر به جنگ آزادی‌بخش روسیه و ترکیه در ۱۸۷۷–۱۸۷۸ شد. تغییرات قابل توجه در جامعه بلغارستان، آزادی ابتکارات اقتصادی و انتخاب مذهبی منجر به تشکیل ملت بلغار در مرزهای قومی و قلمرو مشترک خود شد که سرزمین‌های موئسیا (از جمله دوبروجا)، تراکیا و مقدونیه را دربر گرفت.
احیای ملی بلغارستان به‌طور سنتی به سه دوره تقسیم می‌شود، دوره اول از ۱۸ تا آغاز قرن ۱۹ (بیداری ملی بلغارستان)، دوره دوم از اصلاحات عثمانی از ۱۸۲۰ تا ۱۸۵۰ تا جنگ کریمه، و سوم از جنگ کریمه تا آزادی بلغارستان در سال ۱۸۷۸.
به‌طور کلی پذیرفته شده است که احیای ملی بلغارستان با آزادی بلغارستان به پایان رسید. ولی این فقط پایان کار جنبش در قلمرو شاهزاده‌نشین بلغارستان بود، زیرا روند احیا در روملی شرقی و مقدونیه ادامه یافت.